# Xerochlamys elliptica
Xerochlamys elliptica là một loài thực vật có hoa trong họ Sarcolaenaceae. Loài này được F.Gérard miêu tả khoa học đầu tiên năm 1915.